# Cantone di Montmartin-sur-Mer
Il Cantone di Montmartin-sur-Mer era una divisione amministrativa dell'arrondissement di Coutances.
È stato soppresso a seguito della riforma complessiva dei cantoni del 2014, che è entrata in vigore con le elezioni dipartimentali del 2015.
Comprendeva i comuni di:
- Annoville
- Contrières
- Hauteville-sur-Mer
- Hérenguerville
- Hyenville
- Lingreville
- Montchaton
- Montmartin-sur-Mer
- Orval
- Quettreville-sur-Sienne
- Regnéville-sur-Mer
- Trelly